# Wagon Pars
Wagon Pars es una compañía de fabricación de trenes iraní establecida en 1974, en Arak. Los productos incluyen locomotoras, trenes, metros, vagones de carga y de combustible, y equipamiento para abordaje de pasajero de aeronaves. Esta compañía es la fabricante de material rodante más grande en el Oriente Medio.

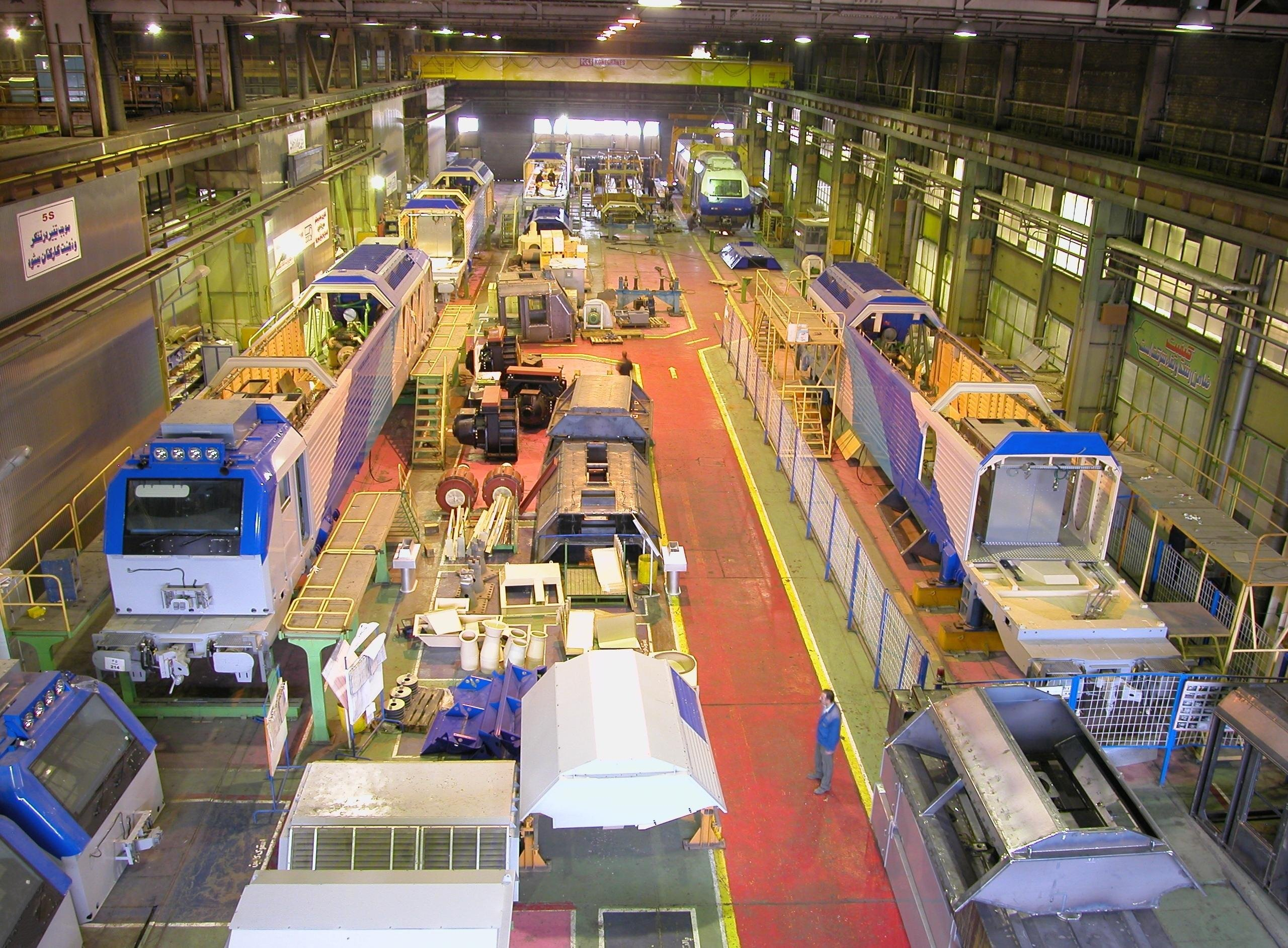
Producción de la locomotora AD43C por Wagon Pars.

## Historia
La compañía inició la fabricación en 1984. En 1999, la fábrica logró un acuerdo con GEC-Alstom para producir bajo licencia, las locomotoras de la línea principal AD43C.
En la primera década del siglo XXI, la compañía recibió pedidos de exportación de Cuba, incluyendo un pedido de 60 mil millones de rials para 550 vagones de carga y 200 vehículos de pasajeros (terminados en septiembre del 2009). También en 2009 la compañía obtuvo un contrato de €80 millones con Ferrocarriles de Vietnam para el suministro de 200 vehículos de pasajeros, 40 de los cuales serían producido por Wagon Pars, y el resto montados en Vietnam como parte de un acuerdo de transferencia de tecnología.